# Гоцуляк Марія Василівна
Марія Василівна Гоцуляк — (нар. 15 лютого 1950, с. Воєводчинці Могилів-Подільського району Вінницької області) — майстриня декоративно-ужиткового мистецтва, журналістка, поетеса, заслужений майстер народної творчості України (2016), майстриня писанки, витинанки, вишивальниця, займається графікою, аплікацією з соломки, народним малярством, коренепластикою, виготовляє народні іграшки.
Учениця Марії Оксентіївни Руденко і продовжувачка її справи, Член Національна спілка журналістів України (1981), Член Національної спілки майстрів народного мистецтва України та Національної Спілки журналістів України (2002), лауреат премії ім. Івана Огієнка (2003).

## Професійна діяльність
- закінчила Тульчинське культосвітнє училище (спеціальність — бібліотекар)
- 1973—1979 — проживала на Полтавщині, працювала у пресі. Після закінчення навчання переїхала до Могилева-Подільського, де проживає і зараз. Була кореспондентом, відповідальним секретарем, заступником головного редактора районної газети «Слово Придністров'я»
- 1980 — закінчила Київський державний університет ім. Т. Г. Шевченка
- 1980—1991 — кореспондент, відповідальний секретар газети «Наддністрянська правда» (м. Могилів-Подільський); одночасно — голова літературно-мистецького об'єднання «Веселка Дністрова»;
- 1991—1999 — організатор Могилів-Подільського будинку народної творчості і перший його директор
- 2003 — директор Могилів-Подільського районного музею етнографії та народного мистецтва ім. М. А. Руденко.

## Нагороди
2003 — лауреат всеукраїнської премії ім. Івана Огієнка
2016 — заслужений майстер народної творчості України

## Творчість
Жанри, в яких успішно працює майстриня — писанкарство, народне малярство, народна іграшка, витинанка, аплікація соломкою, коренепластика, вишивка.
Авторка поетичних збірок «Вечірня елегія» (2004), «Сповідь Чураївни» (2009), прозової книги «Пливе човен» (2008).
У 2007 р. за підтримки облдержадміністрації побачив світ альбом «Марія Гоцуляк: Запрошую до світлиці» (Вінниця, ПП «Едельвейс і К»), де вміщено світлини її кращих робіт.
Марія Василівна створила понад 20 пісень. Учасниця обласних та республіканських художніх виставок від 1986. Персональні виставки — у Коломиї (Івано-Франківська обл., 2002), Львові (2003), Вінниці (двічі — 2003), Могилів-Подільському (2005—2006). Серед робіт — писанки, витинанки, ляльки з кукурудзи, вишиті рушники та панно. Вироби зберігаються у Музеї народної архітектури та побуту (Київ), Музеї «Писанка» (Коломия), Івано-Франківському, Вінницькому, Шептицькому (Львівської області) історико-краєзнавчих музеях, Лондонському королівському музеї.